# Race of Champions
A Race Of Champions egy évente megrendezett kieséses autóverseny-sorozat, melyben a főbb autós, illetve motoros sorozatok győztesei vesznek részt, ellentétben az előző, ugyanezen a néven futó versenytől, amelyen csak Formula–1-es versenyzők vettek részt.
A sorozat 1988-ban indult, Michèle Mouton és Fredrik Johnsson szervezésében, ám ekkor még csak raliversenyzők vettek részt rajta. Később aztán ez kibővült, és már például a legjobb F1-es versenyzők is részt vesznek rajta.
A jelenlegi lebonyolítás szerint két verseny van, egy a pilóták és egy az országok számára.
A versenyt korábban több helyen rendezték, azonban a legtöbbször sportstadionokban kapott helyet. 2007-ben és 2008-ban az új Wembley Stadionban, előtte három évig a Stade de France-ban rendezték. A 2009-es verseny a Pekingi Nemzeti Stadionban volt. 2010-ben ismét új helyszínen, Németországban, a düsseldorfi Esprit Arénában került megrendezésre.

## Története
Az első Race of Champions-t 1988-ban rendezték az Autodrome de Linas-Montlhéryn Henri Toivonen emlékére, aki két évvel azelőtt vesztette életét a Korzika-ralin. Az első versenyen az addigi rali-világbajnokok, tehát Björn Waldegård, Walter Röhrl, Ari Vatanen, Hannu Mikkola, Stig Blomqvist, Timo Salonen, Juha Kankkunen és Miki Biasion vettek részt. A döntőben két finn, Kankunnen és Salonen találkozott, végül Kankunnen nyert.

### 2004

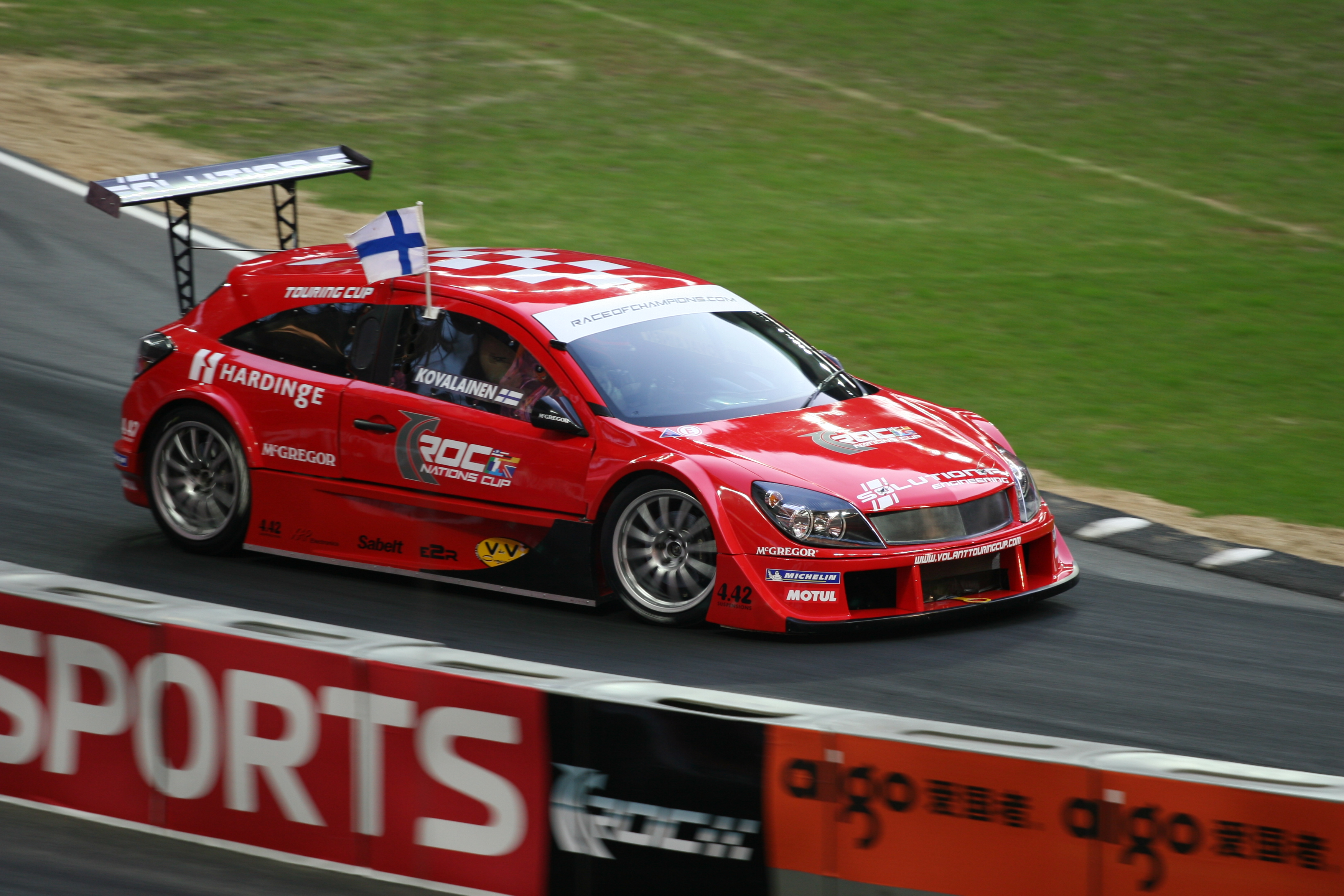
A 2004-es győztes, Heikki Kovalainen. A kép 2007-ben készült.

A 2004-es versenyt december 6-án rendezték a Stade de France-ban. Az egyéni versenyt a finn Heikki Kovalainen, míg a csapatversenyt a Jean Alesi és Sébastien Loeb képviselte franciák nyerték. Ezenkívül volt egy különverseny is, melyet Michael Schumacher és Loeb vívott egymással, melyet Schumacher nyert meg.
Az ez évi résztvevők a következők voltak:
| Ország                           | 1. versenyző       | 2. versenyző      |
| -------------------------------- | ------------------ | ----------------- |
| Brazília                         | Felipe Massa       | Tony Kanaan       |
| Finnország                       | Heikki Kovalainen  | Marcus Grönholm   |
| Franciaország                    | Jean Alesi         | Sébastien Loeb    |
| Franciaország (Team PlayStation) | Sébastien Bourdais | Stéphane Sarrazin |
| Németország                      | Michael Schumacher | Armin Schwarz     |
| Egyesült Királyság               | David Coulthard    | Colin McRae       |
| Svédország                       | Kenny Bräck        | Mattias Ekström   |
| USA                              | Casey Mears*       | Jimmie Johnson    |

* Casey Mears Jeff Gordon helyett került be, aki influenza miatt nem tudta vállalni a részvételt.

### 2005

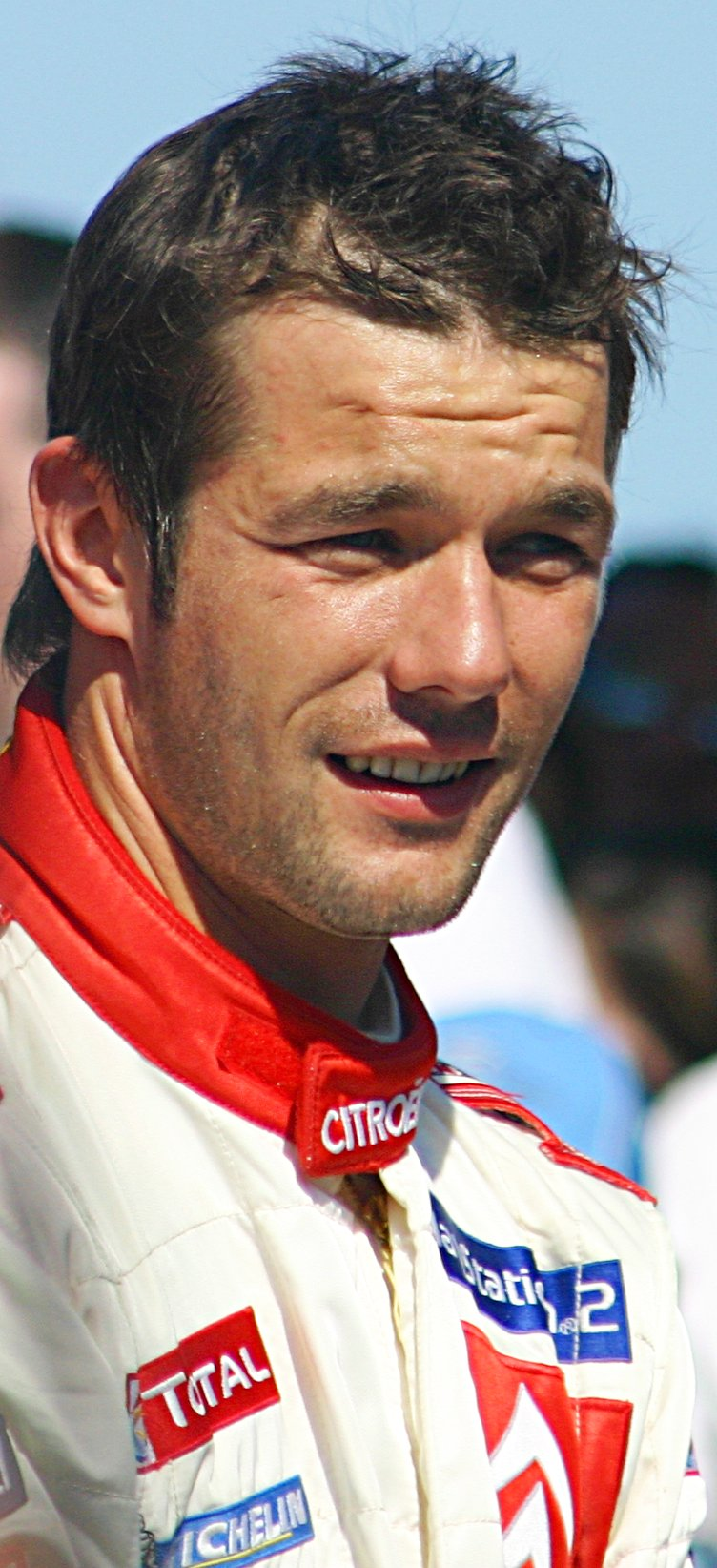
Sébastien Loeb, aki 2005-ben második győzelmét aratta.

A 2005-ös versenyt december 3-án rendezték, a helyszín nem változott. Az egyénit Sébastien Loeb nyerte, miután döntőbeli ellenfele, Tom Kristensen karambolozott. A csapatversenyben a skandináv csapat diadalmaskodott.
Résztvevők:
| Ország                         | 1. versenyző       | 2. versenyző         |
| ------------------------------ | ------------------ | -------------------- |
| Franciaország                  | Jean Alesi         | Sébastien Loeb       |
| USA                            | Jeff Gordon        | Travis Pastrana      |
| Egyesült Királyság             | David Coulthard    | Colin McRae          |
| Finnország                     | Heikki Kovalainen  | Marcus Grönholm      |
| Brazília                       | Felipe Massa       | Nelson Piquet, Jr.   |
| Skandinávia                    | Tom Kristensen     | Mattias Ekström      |
| Benelux csapat                 | Christijan Albers  | François Duval       |
| Team Playstation Franciaország | Sébastien Bourdais | Stéphane Peterhansel |
| Németország                    | Bernd Schneider    | Armin Schwarz        |
| Szabadkártyások                | Dan Wheldon        | Dani Sordo           |

### 2006
.

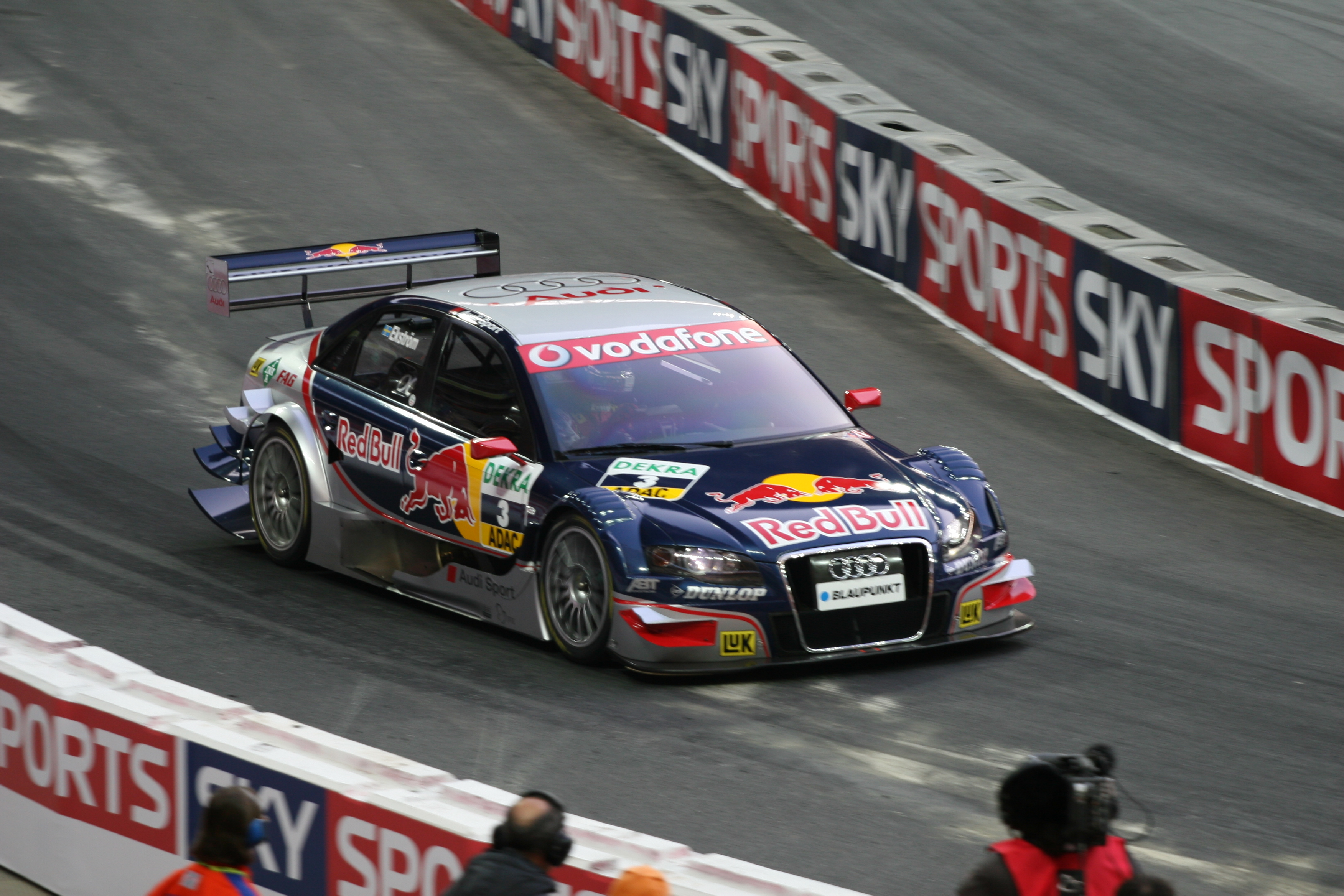
A 2006-os győztes, Mattias Ekström 2007-ben

A 2006-os versenyt ugyancsak a Stade de France-ban rendezték, december 16-án. A csapatversenyt a finnek, míg az egyénit a DTM legutóbbi győztese, Mattias Ekström nyerte, mindössze 0,0002 másodperc különbséggel Loeb előtt.
Résztvevők:
| Ország          | 1. versenyző       | 2. versenyző         |
| --------------- | ------------------ | -------------------- |
| Franciaország   | Sébastien Bourdais | Sébastien Loeb       |
| Franciaország 2 | Yvan Muller        | Stéphane Peterhansel |
| USA             | Nem volt*          | Travis Pastrana      |
| Anglia          | James Thompson**   | Andy Priaulx         |
| Finnország      | Heikki Kovalainen  | Marcus Grönholm      |
| Skandinávia     | Tom Kristensen     | Mattias Ekström      |
| Skócia          | David Coulthard    | Colin McRae          |
| Németország     | Bernd Schneider    | Armin Schwarz        |
| Spanyolország   | Nani Roma          | Dani Sordo           |

* - Jimmie Johnson, majd a helyére kijelölt Scott Speed is megsérült, így Pastrana helyettük is versenyzett.
** - Jenson Button visszamondta a szereplést.

### 2007

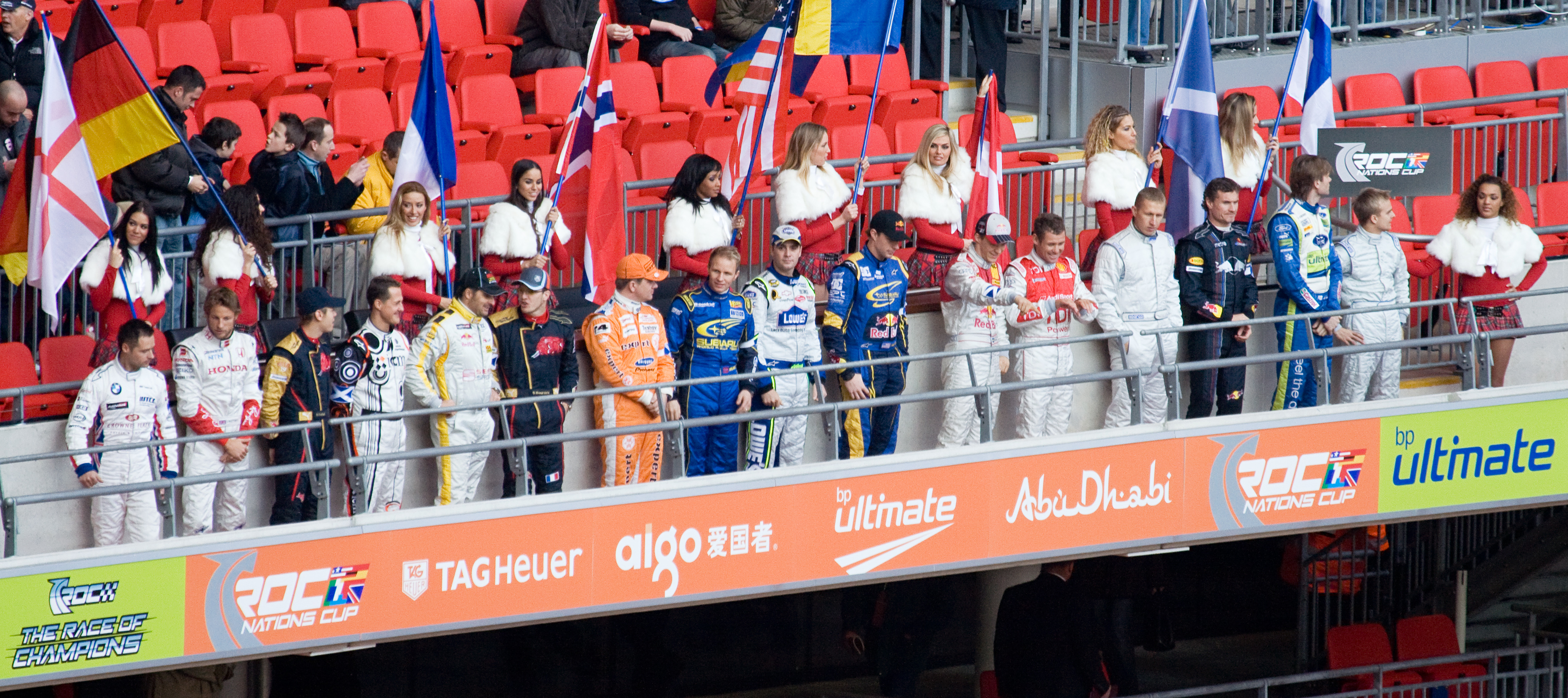
A 16 résztvevő.

2007-re a sorozat új helyszínre költözött, az ez évi versenyt már a Wembley Stadionban rendezték meg, december 16-án. A nemzetek kupáját a német csapat nyerte, míg az egyéniben Mattias Ekströmnek sikerült dupláznia. A döntőben Michael Schumachert győzte le.
Résztvevők:
| Ország        | 1. versenyző       | 2. versenyző     |
| ------------- | ------------------ | ---------------- |
| Anglia        | Jenson Button      | Andy Priaulx     |
| Skócia        | David Coulthard    | Alister McRae    |
| Németország   | Michael Schumacher | Sebastian Vettel |
| Skandinávia   | Tom Kristensen     | Mattias Ekström  |
| USA           | Jimmie Johnson     | Travis Pastrana  |
| Finnország    | Heikki Kovalainen  | Marcus Grönholm  |
| Norvégia      | Petter Solberg     | Henning Solberg  |
| Franciaország | Sébastien Bourdais | Yvan Muller      |

### 2008
A 2008-as versenyt változatlan helyszínen, december 14-én rendezték. Az ez évi különversenyt a pályakerékpáros olimpiai bajnok, Chris Hoy vívta Lewis Hamilton ellen. Az egyéni versenyt Loeb nyerte, miután legyőzte David Coulthardot. A csapatversenyben a német csapat diadalmaskodott.
Résztvevők:
| Ország                       | 1. versenyző        | 2. versenyző     |
| ---------------------------- | ------------------- | ---------------- |
| Autosport Egyesült Királyság | Jenson Button       | Andy Priaulx     |
| F1 Racing Egyesült Királyság | David Coulthard     | Jason Plato      |
| Németország                  | Michael Schumacher  | Sebastian Vettel |
| Skandinávia                  | Tom Kristensen      | Mattias Ekström  |
| USA                          | Carl Edwards        | Tanner Foust*    |
| Franciaország                | Sébastien Loeb      | Yvan Muller      |
| All-Stars                    | Jaime Alguersuari** | Troy Bayliss     |
| Írország                     | Gareth MacHale      | Adam Carroll     |

*Travis Pastrana egy héttel a verseny előtt megsérült.

**Eredetileg Mark Webber lett volna Bayliss csapattársa, azonban egy kerékpárbaleset során eltörte a lábát. Az eredetileg ausztrál csapat All-Stars lett.

### 2009
A 2009-ben az esemény helyszíne a Pekingi Nemzeti Stadion volt, melyet november 3. és 4. között rendeztek. Az egyéni versenyt Mattias Ekström nyerte, miután legyőzte Michael Schumachert. A csapatversenyben a német csapat diadalmaskodott.
Résztvevők:
| Ország             | 1. versenyző       | 2. versenyző       |
| ------------------ | ------------------ | ------------------ |
| All-Stars          | David Coulthard    | Giniel de Villiers |
| Egyesült Királyság | Jenson Button      | Andy Priaulx       |
| Németország        | Michael Schumacher | Sebastian Vettel   |
| Skandinávia        | Tom Kristensen     | Mattias Ekström    |
| USA                | Travis Pastrana    | Tanner Foust       |
| Franciaország      | Guerlain Chicherit | Yvan Muller        |
| Monaco             | Clivio Piccione    | Emanuele Pirro     |
| Ausztrália         | Mick Doohan        | Chad Reed          |
| Kína               | Han Han            | Ho-Pin Tung        |
| Finnország         | Marcus Grönholm    | Mikko Hirvonen     |

### 2010
A 2010-ben az esemény helyszíne az Esprit Aréna volt, melyet november 27. és 28. között rendeztek. Az egyéni versenyt Filipe Albuquerque nyerte, miután legyőzte Sebastian Loeböt. A csapatversenyben a német csapat diadalmaskodott.

### 2011
2011-ben ismét a düsseldorfi Esprit Aréna adott otthont a versenynek, melyet december 3. és 4. között rendeztek meg. Az egyéni versenyt Sébastien Ogier nyerte, legyőzve Tom Kristensent. A nemzetek tornáját a német csapat nyerte zsinórban ötödik alkalommal.

### 2012
A 2012-es Race of Champions a Rajamangala Stadionban kerül megrendezésre Bangkokban, Thaiföldön.

## Győztesek
| Év   | Helyszín     | Bajnokok Bajnoka              | Nemzetek Kupája               | Nemzetek Kupája                               | Rally Masters                 | Classic Masters               |
| Év   | Helyszín     | Bajnokok Bajnoka              | Ország                        | Versenyzők                                    | Rally Masters                 | Classic Masters               |
| ---- | ------------ | ----------------------------- | ----------------------------- | --------------------------------------------- | ----------------------------- | ----------------------------- |
| 2019 | Mexikóváros  | Benito Guerra Jr.             | Skandinávia                   | Johan Kristoffersson Tom Kristensen           |                               |                               |
| 2018 | Rijád        | David Coulthard               | Németország                   | René Rast Timo Bernhard                       | Nem volt megrendezve          | Nem volt megrendezve          |
| 2017 | Miami        | Juan Pablo Montoya            | Németország                   | Sebastian Vettel                              | Nem volt megrendezve          | Nem volt megrendezve          |
| 2015 | London       | Sebastian Vettel              | Anglia 1                      | Jason Plato Andy Priaulx                      | Nem volt megrendezve          | Nem volt megrendezve          |
| 2014 | Barbados     | David Coulthard               | Skandinávia                   | Tom Kristensen Petter Solberg                 | Nem volt megrendezve          | Nem volt megrendezve          |
| 2013 | Bangkok      | Politikai okok miatt törölték | Politikai okok miatt törölték | Politikai okok miatt törölték                 | Politikai okok miatt törölték | Politikai okok miatt törölték |
| 2012 | Bangkok      | Romain Grosjean               | Németország                   | Michael Schumacher Sebastian Vettel           | Nem volt megrendezve          | Nem volt megrendezve          |
| 2011 | Düsseldorf   | Sébastien Ogier               | Németország                   | Michael Schumacher Sebastian Vettel           | Nem volt megrendezve          | Nem volt megrendezve          |
| 2010 | Düsseldorf   | Filipe Albuquerque            | Németország                   | Michael Schumacher Sebastian Vettel           | Nem volt megrendezve          | Nem volt megrendezve          |
| 2009 | Peking       | Mattias Ekström               | Németország                   | Michael Schumacher Sebastian Vettel           | Nem volt megrendezve          | Nem volt megrendezve          |
| 2008 | London       | Sébastien Loeb                | Németország                   | Michael Schumacher Sebastian Vettel           | Nem volt megrendezve          | Nem volt megrendezve          |
| 2007 | London       | Mattias Ekström               | Németország                   | Michael Schumacher Sebastian Vettel           | Nem volt megrendezve          | Nem volt megrendezve          |
| 2006 | Saint-Denis  | Mattias Ekström               | Finnország                    | Heikki Kovalainen Marcus Grönholm             | Nem volt megrendezve          | Nem volt megrendezve          |
| 2005 | Saint-Denis  | Sébastien Loeb                | Skandinávia                   | Tom Kristensen Mattias Ekström                | Nem volt megrendezve          | Nem volt megrendezve          |
| 2004 | Saint-Denis  | Heikki Kovalainen             | Franciaország                 | Jean Alesi Sébastien Loeb                     | Nem volt megrendezve          | Nem volt megrendezve          |
| 2003 | Gran Canaria | Sébastien Loeb                | All-Stars                     | Fonsi Nieto Cristiano da Matta Gilles Panizzi | Nem volt megrendezve          | Nem volt megrendezve          |
| 2002 | Gran Canaria | Marcus Grönholm               | Egyesült Államok              | Jimmie Johnson Jeff Gordon Colin Edwards      | Nem volt megrendezve          | Nem volt megrendezve          |
| 2001 | Gran Canaria | Harri Rovanperä               | Spanyolország                 | Jesús Puras Rubén Xaus Fernando Alonso        | Nem volt megrendezve          | Nem volt megrendezve          |
| 2000 | Gran Canaria | Tommi Mäkinen                 | Franciaország                 | Regis Laconi Yvan Muller Gilles Panizzi       | Armin Schwarz                 | Nem volt megrendezve          |
| 1999 | Gran Canaria | Didier Auriol                 | Finnország                    | Tommi Mäkinen JJ Lehto Kari Tiainen           | Armin Schwarz                 | Nem volt megrendezve          |
| 1998 | Gran Canaria | Colin McRae                   | Nem volt megrendezve          | Nem volt megrendezve                          | Alister McRae                 | Miki Biasion                  |
| 1997 | Gran Canaria | Carlos Sainz                  | Nem volt megrendezve          | Nem volt megrendezve                          | Jarmo Kytölehto               | Walter Röhrl                  |
| 1996 | Gran Canaria | Didier Auriol                 | Nem volt megrendezve          | Nem volt megrendezve                          | Flavio Alonso                 | Nem volt megrendezve          |
| 1995 | Gran Canaria | François Delecour             | Nem volt megrendezve          | Nem volt megrendezve                          | Andrea Aghini                 | Marc Duez                     |
| 1994 | Gran Canaria | Didier Auriol                 | Nem volt megrendezve          | Nem volt megrendezve                          | Timo Salonen                  | Jean-Louis Schlesser          |
| 1993 | Gran Canaria | Didier Auriol                 | Nem volt megrendezve          | Nem volt megrendezve                          | Stig Blomqvist                | Nem volt megrendezve          |
| 1992 | Gran Canaria | Andrea Aghini                 | Nem volt megrendezve          | Nem volt megrendezve                          | Flavio Alonso                 | Nem volt megrendezve          |
| 1991 | Madrid       | Juha Kankkunen                | Nem volt megrendezve          | Nem volt megrendezve                          | Josep Maria Bardolet          | Nem volt megrendezve          |
| 1990 | Barcelona    | Stig Blomqvist                | Nem volt megrendezve          | Nem volt megrendezve                          | Kenneth Eriksson              | Nem volt megrendezve          |
| 1989 | Nürburgring  | Stig Blomqvist                | Nem volt megrendezve          | Nem volt megrendezve                          | Nem volt megrendezve          | Nem volt megrendezve          |
| 1988 | Montlhéry    | Juha Kankkunen                | Nem volt megrendezve          | Nem volt megrendezve                          | Nem volt megrendezve          | Nem volt megrendezve          |

## Legsikeresebb versenyzők, csapatok
Champion of Champions
| Versenyző          | Győzelmek |
| ------------------ | --------- |
| Didier Auriol      | 4         |
| Sébastien Loeb     | 3         |
| Mattias Ekström    | 3         |
| Stig Blomqvist     | 2         |
| David Coulthard    | 1         |
| Juha Kankkunen     | 2         |
| Andrea Aghini      | 1         |
| François Delecour  | 1         |
| Carlos Sainz       | 1         |
| Colin McRae        | 1         |
| Tommi Mäkinen      | 1         |
| Harri Rovanperä    | 1         |
| Marcus Grönholm    | 1         |
| Heikki Kovalainen  | 1         |
| Filipe Albuquerque | 1         |
| Juan Pablo Montoya | 1         |
| Sebastian Vettel   | 1         |
| Benito Guerra Jr.  | 1         |

Csapatverseny
| Ország/Csapat | Győzelmek |
| ------------- | --------- |
| Németország   | 6         |
| Franciaország | 2         |
| Finnország    | 2         |
| Skandinávia   |           |
| Spanyolország | 1         |
| USA           | 1         |
| All-Star      | 1         |